# Колибанов Анатолій Георгійович
Анатолій Георгійович Колибанов (травень 1905, місто Катеринослав, тепер Дніпро — 25 березня 1978, місто Київ) — український радянський і компартійний діяч, депутат Верховної Ради СРСР 1-го скликання в 1941—1946 роках, депутат Верховної Ради УРСР 2—3-го скликань. Кандидат у члени ЦК ВКП(б) в 1939—1952 роках. Кандидат у члени ЦК КП(б)У в 1938—1940 роках. Член ЦК КП(б)У в 1940—1954 роках. Кандидат у члени Організаційного бюро ЦК КП(б)У 17 травня 1940 — 25 січня 1949 р. Член Організаційного бюро ЦК КП(б)У 28 січня 1949 — 23 вересня 1952 р.

## Біографія
Народився в родині тесляра-залізничника. З 1914 до 1921 року навчався у залізничній школі.
У травні — вересні 1921 року працював агентом районного продовольчого комісаріату Першої Кінної армії в селі Миколаївці Катеринославської губернії. У вересні 1921 — січні 1922 року — завідувач бібліотеки рудника колишнього російсько-бельгійського товариства в селищі Кривий Ріг.
У січні 1922 — лютому 1923 року працював у дорожньо-транспортній Всеросійській надзвичайній комісії — ЧК станції Довгинцеве Катериненської залізниці. У 1922 році став членом комсомолу. У лютому 1923 — грудні 1924 року — секретар комсомольської організації станції Довгинцеве. У грудні 1924 — грудні 1925 року — секретар Петровського районного комітету комсомолу Криворізького округу.
Член РКП(б) з серпня 1925 року.
У грудні 1925 — листопаді 1926 року — секретар Антонінського районного комітету комсомолу Шепетівського округу.
У листопаді 1926 — вересні 1928 року — служба у Червоній армії: у листопаді 1926 — листопаді 1927 року — курсант школи зв'язку 8-го стрілецького корпусу, у листопаді 1927 — вересні 1928 року — помічник командира взводу роти зв'язку 8-го стрілецького корпусу в місті Житомирі, був секретарем партійної організації військової частини.
У вересні 1928 — липні 1930 року вчився на робітничому факультеті Одеського медичного інституту. У липні 1930 — жовтні 1931 року — керівник пропагандистської групи КП(б)У Одеського приміського району. У жовтні 1931 — грудні 1933 року навчався в Одеському медичному інституті. У грудні 1933 — березні 1934 року — заступник секретаря профспілкового заводського комітету Одеського заводу сільськогосподарського машинобудівання імені Жовтневої революції.
У березні 1934 — лютому 1936 року — помічник начальника, у лютому — липні 1936 року — заступник начальника, у липні 1936 — грудні 1937 року — виконувач обов'язків начальника політичного відділу Бериславського зернорадгоспу Одеської області.
У грудні 1937 — травні 1938 року — 1-й секретар Бериславського районного комітету КП(б)У Одеської області.
У травні — червні 1938 року — в.о. 3-го секретаря Одеського обласного комітету КП(б)У. 1 червня 1938 року обраний 2-м секретарем Одеського міського комітету КП(б)У.
7 червня 1938 — січень 1939 року — 2-й секретар Одеського обласного комітету КП(б)У.
У січні 1939 — 1941 року — 1-й секретар Одеського обласного та міського комітетів КП(б)У. У липні — серпні 1941 року був членом Військової Ради 9-ї армії Південного фронту, а у серпні — жовтні 1941 року — членом Військової Ради Одеського оборонного району.
У жовтні 1941 — березні 1942 року працював начальником Політичного управління і заступником народного комісара радгоспів СРСР. У березні 1942 — липні 1943 року — 1-й секретар Татарського обласного комітету ВКП(б). У липні 1943 — квітні 1944 року — у розпорядженні ЦК ВКП(б): відповідальний організатор управління кадрів ЦК ВКП(б).
У квітні 1944 — липні 1945 року — 1-й секретар Одеського обласного комітету КП(б)У.
У липні 1945 — листопаді 1948 року — уповноважений ВЦРПС по Українській РСР. У листопаді 1948 — травні (оф. вересні) 1953 року — голова Української республіканської ради професійних спілок. У листопаді 1951 — червні 1952 року — у закордонному відрядженні в Китайській Народній Республіці.
У вересні 1953 — вересні 1956 року — слухач Республіканської трирічної партійної школи при ЦК КПУ. У вересні 1956 — січні 1961 року — заступник ректора Вищої партійної школи при ЦК КПУ із заочного навчання.
З січня 1961 року — на пенсії за станом здоров'я. Проживав у Києві, з січня 1968 року був позаштатним членом партійної комісії при ЦК КПУ.

## Нагороди
- орден Леніна (7.02.1939)
- орден Трудового Червоного Прапора (23.01.1948)
- орден Червоної Зірки
- медаль «За оборону Одеси»
- медалі
- Почесна грамота Президії Верховної Ради Української РСР (26.05.1965)